# Burgspiele Güssing
Die Burgspiele Güssing gehören zum kulturellen Angebot der burgenländischen Bezirkshauptstadt Güssing und werden alljährlich von Anfang Juli bis in die zweite Augusthälfte aufgeführt. Gleichzeitig findet auch der Güssinger Kultursommer statt. Die Spiele werden vom Burgverein auf der Festwiese am Fuß der Burg veranstaltet.  

## Geschichte
Die Geschichte der Güssinger Burgspiele beginnt im Jahr 1950. Die historischen Dramen Iwein der Mächtige, Im Zeichen des Halbmondes, Im Zeichen des Kreuzes, Husaren und Janitscharen und Grenzlandschicksal wurden in den sieben Jahren zwischen 1950 und 1956 aufgeführt. Die Aufführungen wurden von einem Laienensemble dargeboten und zur Sommersonnenwende im Burghof veranstaltet. Organisatorische Probleme und Interessensverlagerungen der Verantwortlichen führten zu einem vorläufigen Ende der Burgspiele. 
Im Jahr 1990 weckte die erste auf der Burg Güssing stattfindende Landesausstellung „Die Ritter“ das Interesse an der Spielstätte erneut. Mit dem Historiendrama „Iwein der Mächtige“ fand 1994 die erst Aufführung der wiederbelebten Güssinger Burgspiele statt. Dieses Stück stellt eine Verbindung zu den ursprünglichen Burgspielen dar, da es schon damals aufgeführt wurde. Seitdem finden die Spiele jeden Sommer statt.

## Spielstätten
Der Burghof der Burg Güssing ist seit 2006 nicht länger Veranstaltungsort der Burgspiele, da nun das Sommertheater, eine Veranstaltung des Kultursommers, dort aufgeführt wird. Zusätzlich zu dem Verlust des Spielortes kam im selben Jahr auch der Verlust der Kulturförderung, was finanzielle Probleme mit sich brachte. Diese wurden gelöst, indem man die Finanzierung auf andere Subventionsgeber, Sponsoren und Kooperationen stützte. Seit 2007 finden die Burgspiele auf der Festwiese am Fuß der Burg statt. 

## Ensemble
Die Übersiedlung vom Burghof auf die Festwiese wurde genutzt, um sich mehr um Nachwuchstalente zu bemühen. So entstand zusätzlich zu dem ursprünglichen Ensemble ein Jugendensemble. Seitdem gibt es zwei eigenständige Produktionen, wobei das Jugendensemble eine zum jeweiligen Thema der Hauptproduktion passende Begleitproduktion aufführt. Seit 1994 haben beide Ensembles gemeinsam über 400 Mitwirkende.